# Jarnango jezik
Jarnango jezik (ISO 639-3: jay; isto i: Yan-nhangu, jarnango, nangu, yanangu), australski jezik porodice pama-nyunga, kojim govori oko 40 ljudi (Black 1983) na sjeveru Australije, točnije na dva najzapadnija Krokodilska otoka (Crocodile islands), sela Maningrida i Milingimbi.
Jezik je podskalsificiran užoj skupini yuulngu, i zajedno s jezikom dhangu podskupini dhangu. Ima dva dijalekta: garmalangga i gurjindi.
14. 1. 2008. stari naziv Jarnango zamijenjen je s Yan-nhangu.

## Vanjske poveznice
- Ethnologue (14th)
- Ethnologue (15th)